# Heterocromatina
La heterocromatina son regiones de la cromatina que se encuentran compactas, condensadas, empaquetadas, y que se tiñen fuertemente con coloraciones para ADN (heteropicnosis positiva) (P ej. tinción H&E o por DAPI. 

## Características
Debido al alto grado de empaquetamiento del ADN, en colaboración con proteínas como las histonas, no se puede transcribir en esta conformación. En la heterocromatina la replicación del ADN se realiza tarde en la fase S; mientras que en la eucromatina ocurre al inicio de la fase S, 
La heterocromatina consiste principalmente en secuencias satelitales genéticamente inactivas, y muchos genes reprimidos en diversos grados. Tanto los centrómeros como los telómeros son heterocromáticos, también está formado por heterocromatina el corpúsculo de Barr (segundo cromosoma X inactivado en hembras de ciertas especies con sistema XY de determinación del sexo).

## Tipos de heterocromatina
La heterocromatina se puede dividir en:
- Constitutiva: idéntica para todas las células del organismo. Incluye los telómeros y centrómeros. Contiene histonas H3 y H4sub-acetiladas y la H3 metilada en la lisina 9 (H3K9).[3]
- Facultativa: diferente en los distintos tipos celulares. Contiene aquellos genes que no se expresan pero que pueden expresarse en algún momento.